# Eleanor Farjeon
Eleanor Farjeon (ur. 13 lutego 1881 w Londynie, zm. 5 czerwca 1965 tamże) – brytyjska pisarka i poetka, tworząca głównie literaturę dla dzieci: wiersze, nowele, powieści i sztuki teatralne.

## Życiorys
Pochodziła z rodziny zajmującej się sztuką, jej ojciec był pisarzem, zaś dziadek – aktorem. Kształcona była w domu przez guwernantki oraz braci, z których jeden – Harry Farjeon – był kompozytorem; w wieku 16 lat Eleanor napisała libretto do opery jego autorstwa, wystawionej w Królewskiej Akademii Muzyki (Royal Academy of Music)
W 1916 roku wydała dwa tomiki wierszy Nursery Rhymes of London Town, które odniosły spory sukces – utwory w nich zawarte są powszechnie znane i także współcześnie śpiewane w angielskich szkołach. Poezję publikowała również w „Daily Herald” (pod pseudonimem Tom Fool), w latach 1917–1930 będąc członkiem redakcji tego czasopisma.
Większość wydanej przed II wojną światową twórczości Farjeon, wśród której był Marcin spod dzikiej jabłoni (1921), zbiór poetyckich opowieści, które łączy osoba tytułowego Marcina, powstawała w Susseksie, dokąd pisarka przeniosła się wraz z matką po śmierci ojca. W 1940 roku wróciła do Londynu, by być bliżej braci. Dalej współpracowała z Henrym Farjeononem, z którym napisała sztukę muzyczną Szklany pantofelek (The Glass Slipper, 1944). 
Za swoją twórczość otrzymała m.in. Nagrodę im. Hansa Christiana Andersena (1956) oraz Nagrodę im. Lewisa Carrolla (1958). Zbiór The Little Bookroom (1955, wyd. polskie Mały pokój z książkami, 1971) został wyróżniony Carnegie Medal w 1956 roku.